# Lignes du métro de New York (Infrastructures)

Le plan du métro de New York permet de voir la coexistence de plusieurs dessertes (services) sur des sections communes de lignes (lines) à Manhattan et dans certains quartiers de Brooklyn.

Les lignes du métro de New York sont nées de la consolidation des trois anciens réseaux de la Brooklyn-Manhattan Transit Corporation (BMT), l'Independent Subway System (IND), et l'Interborough Rapid Transit Company (IRT) en 1940, puis de l'extension de certaines lignes dans les décennies qui ont suivi. 
Alors que l'IND était la propriété de la ville, l'IRT et la BMT étaient deux entités privées et les trois réseaux étaient concurrents. Cela explique l'existence de deux « Divisions » distinctes sur le réseau, caractérisées par des largeurs de voie et un matériel roulant également distincts. L'ancien réseau de l'IRT est ainsi connu sous le nom de Division A tandis que les anciens réseaux de l'IND et de la BMT forment la Division B. L'ensemble des lignes est à présent la propriété de la ville, mais est géré et exploité par la New York City Transit Authority qui fait partie de la Metropolitan Transportation Authority (MTA).
Dans la nomenclature du métro de New York, on retrouve deux termes distincts et non interchangeables: « lines » et « services » qui pourraient tous deux être retranscrits par « ligne » en français. Cependant, le terme français de « ligne » tel qu'il est utilisé dans cet article se réfère à la traduction du mot anglais « line » (cf. section ci-dessous).

## Fonctionnement du réseau:linesetservices
Le mot anglais « line » désigne les infrastructures physiques et les voies sur lesquelles les trains circulent. Chaque section du réseau est ainsi désignée par un nom unique, couplé avec le nom de sa division d'origine (IRT, BMT ou IND). Par exemple, la ligne située sous la Huitième Avenue porte le nom de IND Eighth Avenue Line. À de rares occasions, certaines lignes (lines) ont vu leur nom voire leur « division technique » changer au cours du temps.
Par opposition au mot line, le mot service (« desserte ») correspond au trajet réel suivi par les métros le long d'une ou dans la plupart des cas plusieurs lignes. Une même desserte peut ainsi rouler le long de différentes lignes, et même sur les lignes de réseaux distincts d'une même division technique (en l'occurrence BMT et IND). À titre d'exemple, la « desserte »  (communément appelée « Ligne R » en français) circule sur l'IND Queens Boulevard Line, la BMT Broadway Line ainsi que la BMT Fourth Avenue Line. À l'inverse, une même ligne peut être empruntée par plusieurs services à l'exemple des services  sur l'IRT Lexington Avenue Line, ou  sur l'IND Queens Boulevard Line.
En plus de la dénomination par des chiffres (sur la Division A) ou des lettres (sur la Division B), chaque « service » porte une couleur qui correspond à la ligne qu'il emprunte sur la majeure partie de son tracé à Manhattan. Cette section de ligne principale est appelée trunk line (littéralement « ligne tronc ») en anglais. Les seules exceptions étant l'IND Crosstown Line (utilisée par la « desserte » ) qui ne circule pas à Manhattan, et dont la couleur est le vert citron, et les navettes (shuttles) qui ne relient que deux à quatre stations, et qui sont reconnaissables à leur couleur gris foncé. Les trunk lines sont mises en valeur en gras dans le tableau des lignes ci-dessous.

## Liste des lignes (lines)
En date du 28 mai 2013, le réseau compte 35 lignes exploitées commercialement, et une ligne (la Second Avenue Line) en construction dont la première phase a ouvert en 2017. Du fait qu'elles permettent à des métros de la Division A comme de la Division B de circuler, la BMT/INDArcher Avenue Line et la 63rd Street Line apparaissent deux fois dans le tableau ci-dessous.
Dans le tableau, les lignes désignées en gras correspondent aux « trunk lines » qui déterminent la couleur des lignes qui les empruntent. La date d'ouverture correspond à la mise en circulation des premiers métros sur une section donnée. Dans la colonne division, on retrouve la division actuelle, ainsi que le réseau historique dont la section est issue.
| Division | Ligne (Line)                   | Arrondissement(s) (Boroughs) | Dessertes (Services)        | Ouverture                                                           | Architecture                                       |
| -------- | ------------------------------ | ---------------------------- | --------------------------- | ------------------------------------------------------------------- | -------------------------------------------------- |
| B (IND)  | Second Avenue Line             | Manhattan                    | (T) · (Q)                   | Première phase : 1er janvier 2017Phases suivantes : En construction | Souterraine                                        |
| B (BMT)  | Fourth Avenue Line             | Brooklyn                     | (D) · (N) · (R)             | 22 juin 1915                                                        | Souterraine                                        |
| B (IND)  | Sixth Avenue Line              | Manhattan Brooklyn           | (B) · (D) · (F) · (M)       | Janvier 1936                                                        | Souterraine                                        |
| B (IND)  | Eighth Avenue Line             | Manhattan Brooklyn           | (A) · (B) · (C) · (D) · (E) | 10 septembre 1932                                                   | Souterraine                                        |
| A (IRT)  | 42nd Street Shuttle            | Manhattan                    | (S1)                        | 27 octobre 1904                                                     | Souterraine[a]                                     |
| B (BMT)  | BMT 63rd Street Line           | Manhattan                    | (Q)                         | 29 octobre 1989                                                     | Souterraine                                        |
| B (IND)  | IND 63rd Street Line           | Manhattan Queens             | (F)                         | 29 octobre 1989                                                     | Souterraine                                        |
| B (BMT)  | Archer Avenue Line             | Queens                       | (J) · (Z)                   | 11 décembre 1988,                                                   | Souterraine                                        |
| B (IND)  | Archer Avenue Line             | Queens                       | (E)                         | 11 février 1988                                                     | Souterraine                                        |
| B (BMT)  | Astoria Line                   | Queens                       | (N) · (W)                   | 21 avril 1917                                                       | Aérienne                                           |
| B (BMT)  | Brighton Line                  | Brooklyn                     | (B) · (Q)                   | 2 juillet 1878                                                      | Souterraine, à ciel ouvert, remblayée, aérienne    |
| B (BMT)  | Broadway Line                  | Manhattan                    | (N) · (Q) · (R) · (W)       | 4 septembre 1917                                                    | Souterraine                                        |
| A (IRT)  | Broadway – Seventh Avenue Line | Bronx Manhattan Brooklyn     | (1) · (2) · (3)             | 27 octobre 1904                                                     | Aérienne[a], remblayée, souterraine                |
| B (BMT)  | Canarsie Line                  | Manhattan Brooklyn           | (L)                         | 21 octobre 1865                                                     | Souterraine, aérienne, au niveau des routes        |
| B (IND)  | Concourse Line                 | Bronx Manhattan              | (B) · (D)                   | 1er juillet 1933                                                    | Souterraine                                        |
| B (IND)  | Crosstown Line                 | Brooklyn Queens              | (G)                         | 19 août 1933                                                        | Souterraine                                        |
| B (IND)  | Culver Line                    | Brooklyn                     | (F) · (G)                   | 16 mars 1919                                                        | Souterraine, aérienne[c]                           |
| A (IRT)  | Dyre Avenue Line               | Bronx                        | (5)                         | 15 mai 1941                                                         | Aérienne[b], remblayée, à ciel ouvert, souterraine |
| A (IRT)  | Eastern Parkway Line           | Brooklyn                     | (2) · (3) · (4) · (5)       | 9 janvier 1908                                                      | Souterraine                                        |
| A (IRT)  | Flushing Line                  | Manhattan Queens             | (7)                         | 22 juin 1915                                                        | Souterraine, aérienne                              |
| B (BMT)  | Franklin Avenue Line (en)      | Brooklyn                     | (S2)                        | 2 juillet 1878                                                      | Aérienne, remblayée, à ciel ouvert                 |
| B (IND)  | Fulton Street Line             | Brooklyn Queens              | (A) · (C)                   | 9 avril 1936                                                        | Souterraine, aérienne[d]                           |
| B (BMT)  | Jamaica Line                   | Brooklyn Queens              | (J) · (M) · (Z)             | 2 février 1885                                                      | Aérienne                                           |
| A (IRT)  | Jerome Avenue Line             | Bronx                        | (4) · (5)                   | 12 juin 1917                                                        | Souterraine, aérienne                              |
| A (IRT)  | Lenox Avenue Line              | Manhattan                    | (2) · (3)                   | 23 novembre 1904                                                    | Au niveau de la rue, Souterraine                   |
| A (IRT)  | Lexington Avenue Line          | Manhattan                    | (4) · (5) · (6)             | 27 octobre 1904                                                     | Souterraine[a]                                     |
| B (BMT)  | Myrtle Avenue Line             | Brooklyn Queens              | (M)                         | 19 décembre 1889                                                    | Aérienne, remblayée, au niveau des routes          |
| B (BMT)  | Nassau Street Line             | Manhattan                    | (J) · (Z)                   | 16 septembre 1908                                                   | Souterraine                                        |
| A (IRT)  | New Lots Line                  | Brooklyn                     | (2) · (3) · (4) · (5)       | 23 novembre 1920                                                    | Aérienne                                           |
| A (IRT)  | Nostrand Avenue Line           | Brooklyn                     | (2) · (5)                   | 23 août 1920                                                        | Souterraine                                        |
| A (IRT)  | Pelham Line                    | Bronx                        | (6)                         | 1er août 1918                                                       | Souterraine, aérienne                              |
| B (IND)  | Queens Boulevard Line          | Manhattan Queens             | (E) · (F) · (M) · (R)       | 19 août 1933                                                        | Souterraine                                        |
| B (IND)  | Rockaway Line                  | Queens                       | (A) · (S3)                  | 23 juin 1956                                                        | Au niveau des rues, remblayée, aérienne[e]         |
| B (BMT)  | Sea Beach Line                 | Brooklyn                     | (N)                         | 22 juin 1915                                                        | A ciel ouvert, aérienne                            |
| B (BMT)  | West End Line                  | Brooklyn                     | (D)                         | 24 juin 1916                                                        | A ciel ouvert, aérienne                            |
| A (IRT)  | White Plains Road Line         | Bronx                        | (2) · (5)                   | 10 juillet 1905                                                     | Souterraine, aérienne                              |